# Косинка (приток Казанки)
Косинка — река в России, протекает в Кизнерском районе Удмуртии. Устье реки находится в 40 км по левому берегу реки Казанка. Длина реки составляет 12 км.
Исток реки у деревни Русская Коса в 28 км к северу от Кизнера. В верховьях также называется Куморка. Река течёт на северо-запад, в верховьях протекает деревню Русская Коса, дальше течёт по ненаселённому лесу. Притоки — Ворьевай, Чемошур, Бештамеш (правые); Кокисьен (левый). Впадает в Казанку восточнее деревни Муркозь-Омга.

## Данные водного реестра
По данным государственного водного реестра России, относится к Камскому бассейновому округу, водохозяйственный участок реки — Вятка от водомерного поста посёлка городского типа Аркуль до города Вятские Поляны, речной подбассейн реки — Вятка. Речной бассейн реки — Кама.
Код объекта в государственном водном реестре — 10010300512111100040340.